# Giovanni Ruffo de Theodoli
Giovanni Ruffo de Theodoli (... – 1527) è stato un arcivescovo cattolico italiano.

## Biografia
Nacque da nobile famiglia forlivese.
Il 18 aprile 1505 papa Giulio II lo nominò vescovo di Bertinoro. L'anno successivo divenne nunzio apostolico in Spagna.
Il 6 novembre 1511 lo stesso pontefice lo elevò alla dignità arcivescovile, assegnandogli la sede metropolitana di Cosenza, mentre nell'anno successivo divenne anche amministratore apostolico della diocesi di Pamplona. Rinunciò a quest'ultimo incarico nel 1517, mentre dal 1518 cessò dall'incarico di nunzio apostolico.
L'8 settembre 1523 papa Adriano VI lo nominò amministratore apostolico di Cadice. Il 6 settembre 1625 rinunciò a quest'ultimo incarico.
Morì nel 1527.

## Successione apostolica
La successione apostolica è:
- Vescovo Giovanni de Copis (1522)
- Vescovo Francesco Chieregati (1523)
- Vescovo Girolamo Schio (1523)